# برکه پوزه میل
بقایای برکه پوزه میل مربوط به سده‌های متاخر دوران‌های تاریخی پس از اسلام است و در شهرستان استهبان، بخش رونیز، دهستان خیر، بعد از روستای محمدآباد، کنار دریاچه بختگان واقع شده و این اثر در تاریخ ۱۵ دی ۱۳۸۷ با شمارهٔ ثبت ۲۴۱۹۷ به‌عنوان یکی از آثار ملی ایران به ثبت رسیده است.